# Ioannis Chrysafis
Ioannis Chrysafis (in greco Ιωάννης Χρυσάφης?; 1873 – 12 ottobre 1932) è stato un ginnasta greco.
Partecipò alle gare di ginnastica delle prime Olimpiadi moderne che si svolsero ad Atene nel 1896.
Vinse la medaglia di bronzo nelle parallele a squadre, con la Ethnikos Gymnastikos Syllogos, della quale fu team leader.